# 高麗靖宗
高麗靖宗（：／ Goryeo Jeongjong；1018年—1046年），姓王，諱亨（：／ Wang Hyeong），字申照，高麗國的第十任君主，1035年─1046年在位。德宗母弟显宗九年七月戊寅生。死後廟號靖宗，諡號弘孝安懿康献英烈文敬容惠大王，葬於周陵。

## 家庭

### 兄弟
- 高丽德宗王钦
- 高丽文宗王徽

### 妻妾
- 容信王后韓氏
- 容懿王后韓氏：與容信王后是親姊妹。
- 容穆王后李氏
- 容節德妃金氏
- 延昌宮主盧氏

### 子女
1. 王詗（容信王后韓氏生[1]）
2. 哀殤君王昉（容懿王后韓氏生）
3. 樂浪侯王璥（容懿王后韓氏生）
4. 開城慎殤侯王暟（容懿王后韓氏生）
5. 悼哀公主（容穆王后李氏生）

## 大事记
以下日期均为农历
- 1022年封内史令平壤君
- 1034年九月癸卯卽位于重光殿，冬十月丁巳朔告朔于大庙。庚午葬德宗于肃陵。十一月与东、西藩；宋朝；耽罗贸易。十二月己巳以王弟緖守太师兼内史令; 基守太保; 黄周亮为礼部尙书、知政事; 崔齐颜为吏部尙书; 刘志诚为工部尙书; 李珍为户部尙书; 郭绅为殿中监; 金令器为御史中丞; 金忠赞、李作忠为左右散骑常侍。
- 1035年三月癸卯册延兴宫主韩氏为惠妃，翌日赦徒罪以下。四月甲寅亲飨老年男女八十以上于球庭。丁巳禁京城名山樵采遍植树木。六月丙辰京城地震。七月甲午以王生日为长龄节。庚戌其犯斩罪者杖配无人岛，绞罪者杖配有人岛。八月辛未京城地震声如雷。九月筑长城于西北路，癸卯庆州等处十九州岛地震。
- 1036年二月辛未东蕃贼船寇三陟县桐津,守将斩四十余级。五月己卯禁内外名山樵采。辛卯: "凡有四子者许一子出家于灵通嵩法普愿桐华等寺戒坛试所业经律。"七月壬辰日本遣返漂流人谦俊等十一人。庚子惠妃韩氏薨。八月癸亥宴请一万僧人于球庭。丙寅116名死刑犯遇赦改为发配。戊辰东京管内州县及金州密城地震声如雷。
- 1037年五月癸丑赐东女眞归德将军尼句豆等五十七人职一级。九月己酉龟朔博泰等州威远鎭地震。十月丙子西北路兵马使奏: "契丹以船兵侵鸭绿江。"十一月癸丑赦免公杖罪以下。
- 1038年正月辛酉东女眞归德将军高之问来朝改授怀化将军，其随从全部授职。七月戊申103名死刑犯改为发配。
- 1039年四月契丹遣大理卿韩保衡来册封开府仪同三司守太保兼侍中上柱国高丽国王食邑七千户食实封一千户仍赐输忠保义奉国六字功臣。五月庚子日本男女二十六人来投。
- 1040年七月崇化宫王妃卒。十月甲申西北女眞仍化老等十三人来投，充为课户。十二月丁酉契丹东京民二十余户来投。
- 1043年三月己丑设百座道场于会庆殿，宴请僧一万。
- 1045年蕃贼百余人侵宁远鎭长平，戍掳掠军士三十余人。
- 1046年五月丁酉去世，移殡于宣德殿，以宽仁孝友识度弘远英武果断不拘小节，谥容惠，庙号靖宗。葬于北郊周陵。文宗十年加谥弘孝。仁宗十八年加英烈。高宗四十年加文敬。

## 对外贸易
他当政时期高丽与宋朝；东、西藩；契丹；女真；大食有贸易往来。